# Kunio Maekawa
Kunio Maekawa (前川 國男, Maekawa Kunio), né le 14 mai 1905 à Niigata, décédé le 26 juin 1986 à Tokyo, est un architecte japonais.

## Biographie
Né à Niigata (nord) en 1905, Maekawa étudie l‘architecture à l’Université de Tokyo. Enthousiasmé par les idées novatrices exposées par Le Corbusier au milieu des années 1920, il part en 1928 pour Paris – ou plus précisément pour la rue de Sèvres - où il travaille pendant deux ans sous la direction de ce dernier, notamment sur la rénovation de la péniche Louise-Catherine de Madeleine Zillhardt et de l'Armée du Salut en 1929.
Cinq ans après son retour au Japon, Maekawa crée son propre atelier d’architecture à Tokyo en 1935. Malgré la crise économique et financière, il trouve un certain nombre de clients. S’il participe à plusieurs compétitions architecturales organisées sous un régime politique de plus en plus autoritaire en pleine guerre expansionniste, c’est surtout pour défier les jurys ultraconservateurs, qui ne peuvent que réprouver ses projets. Ce ne sera donc qu'après la seconde guerre mondiale que Maekawa pourra réaliser ses chefs-d’œuvre monumentaux.
Pendant les années 1950, il se fixe pour objectif d’«enraciner l’architecture moderne authentique » dans son pays : le Siège de la Nippon Sogo Bank (1952, l’actuelle succursale de Gofukubashi de la Mitsui-Sumitomo Bank), la Bibliothèque et l’Auditorium de la préfecture de Kanagawa (1954), la Préfecture d’Okayama (1957), le Pavillon du Japon pour l’Exposition universelle de Bruxelles (1958, détruit).
Après avoir collaboré à la réalisation du Musée national de l'art occidental (1959) de Le Corbusier, Maekawa traverse l’« époque brutaliste » au début des années 1960 : la Maison (de la Culture) de Kyoto ou Kyoto Kaikan (1960), la Maison de la Culture de Tokyo ou Bunka Kaikan de Tokyo (1961, située en face du Musée de Le Corbusier et dont la grande salle est surnommée  « Tokyo Festival Hall »), le Centre culturel pour la jeunesse de Kanagawa (1962), la Librairie Kinokuni-ya de Shinjuku (1964), le musée des beaux-arts Hayashibara (1964). Il reçoit le prix Auguste Perret en 1963, avant d’être élu vice-président de l’UIA  (1965 - 1969).

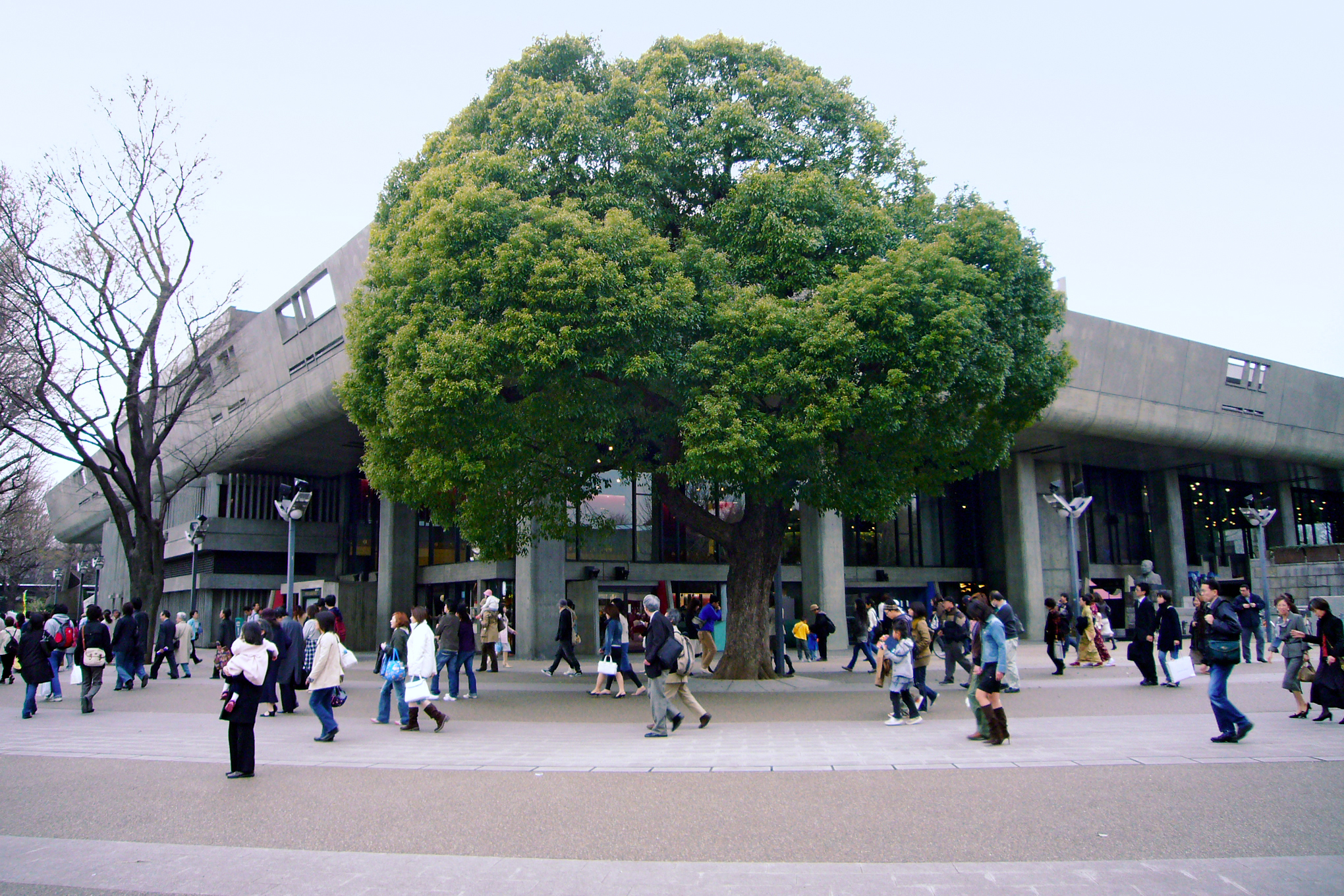
La Maison de la Culture de Tokyo.

Le Corbusier doit être devenu lui-même sceptique à l’égard de la société industrielle et de la « civilisation machiniste » réellement existantes. Son élève japonais partage le regard critique de l’école de Francfort sur la raison instrumentale, et se préoccupe depuis le milieu des années 1960 de redonner la dimension humaine (et de donner une bonne direction) à l’architecture moderne détournée de l’intérêt public et du bien-être des citoyens : la Maison (de la Culture) de Saitama (1966), l’Hôpital municipal d’Hirosaki (1972), le Tokyo Marine & Fire Insurance Building (1974), le musée d'art métropolitain de Tokyo (1975), le Museum für Ostasiatische Kunst de Cologne (1976), le Musée préfectoral d'art de Kumamoto (1977), l’Auditorium de l’ école de musique de Kunitachi (1983), le Musée municipal de Niigata (1985), la Maison (de la Culture) d’Ishigaki (1986).

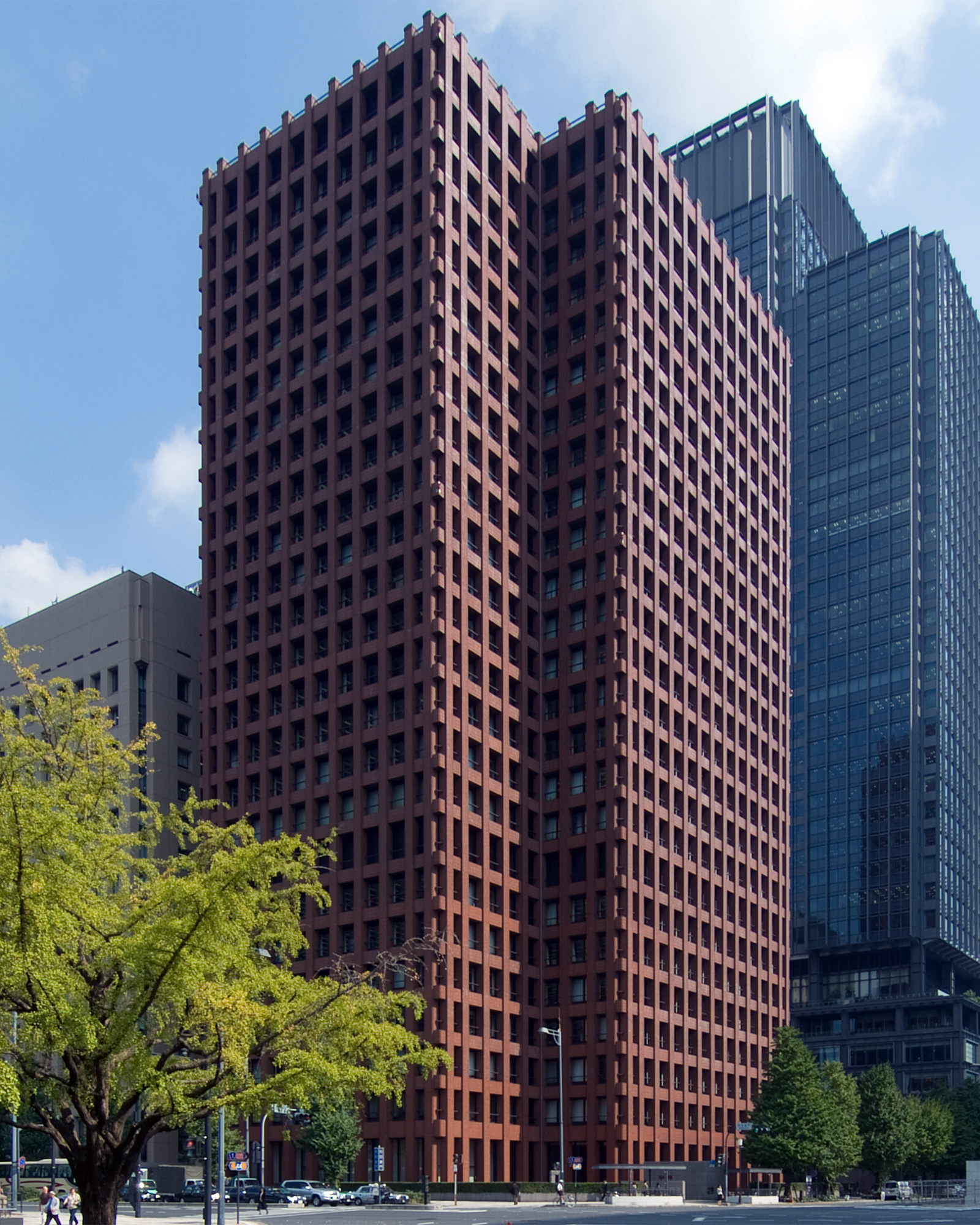
Tokyo Marine & Fire Insurance Building (1974).

Chaque visiteur peut découvrir en parcourant ses dernières œuvres réalisées, surtout les musées, un système de circulation intérieure organisé autour d’une série de promenades architecturales, mais plus ou moins différent de celui de Le Corbusier.  Comme l’affirme l’architecte Yuzuru Tominaga, ce système de promenade architecturale, que Maekawa semble avoir puisée dans les arts japonais y compris le jardinage ou la calligraphie, constitue «le point d’arrivée suprême de l’architecture moderne japonaise ».
Si Maekawa et d’autres architectes authentiquement modernes se distinguent de certains architectes convertis au post-modernisme dans les années 1980, c’est parce que, pour eux, il ne s’agit pas d’emprunter au passé un ou plusieurs styles architecturaux ou artistiques facilement identifiables.  C’est précisément dans ce contexte que les experts japonais expliquent la promenade architecturale de Maekawa par le terme de hitofude-gaki, qui désigne un simple procédé pictural permettant de dynamiser la forme de chaque objet en le représentant par un enchaînement calligraphique de traits rapidement tracés... comme les coquilles ou la main ouverte dessinées par Le Corbusier !
Dans les années 1960 et 1970, Maekawa collabore avec plusieurs grands artistes japonais, dont les sculpteurs Masayuki Nagare, Ryokichi Mukaï, la calligraphe Toko Shinoda, le cinéaste Hiroshi Teshigahara, l’écrivain Kōbō Abe et le compositeur Toru Takemitsu.
Après avoir soutenu le mouvement contestataire des étudiants en architecture en 1968, Maekawa en recrute l’ex-leader en 1970.  Ce dernier (Isao Hashimoto) assumera à partir de 1994 la direction de l’atelier d’architecture fondé par Maekawa : Maekawa Associates, Architects & Engineers.  En 1979, la République française le décore des insignes d'officier de la Légion d’honneur . Mais il décline toute décoration proposée par l’État japonais.